# Christian de Meza
Christian Julius de Meza (14 de gener de 1792 - 16 de setembre de 1865) fou el comandant de l'exèrcit danès durant la Segona Guerra de Slesvig de 1864. De Meza va ser responsable de la retirada de l'exèrcit danès del Danevirke, un esdeveniment que va commocionar el públic danès i va provocar la pèrdua del seu comandament.

## Biografia
De descendència sefardita, de Meza va servir honorablement a la Primera Guerra de Slesvig i va tenir un paper important per aconseguir la victòria danesa a la batalla d'Isted de 1850 (en el seu moment, la batalla més gran de la història escandinava).
Amb l'esclat de la Segona Guerra de Slesvig, el 1864, de Meza va ser nomenat comandant suprem de les forces daneses. El seu objectiu havia de ser defensar la frontera danesa davant d'un possible exèrcit combinat austroprussià molt més gran. Però a l'edat de 72 anys, de Meza ja havia deixat enrere els seus moments més brillants.
De Meza estimava que els seus homes estaven abocats a una derrota segura i a una inútil pèrdua de vides. Així, el vespre del 5 de febrer de 1864 va telegrafiar al ministre de la guerra afirmant que l'exèrcit s'estava preparant per retirar-se a la posició de Dybbøl. Posteriorment va tancar la línia del telègraf per evitar cap contraordre.
La retirada va provocar indignació en el gabinet ministerial, que ràpidament va retirar el comandament a de Meza, el 7 de febrer, tot i que l'exèrcit estava en un procés força crític d'organització de les defenses a Dybbøl. De Meza va ser destituït oficialment el 28 de febrer i, tot i que va recuperar el càrrec de general el 5 d'agost, no va tornar a participar directament a la guerra. De Meza va morir uns mesos després que s'acabés la guerra.
En retrospectiva, la retirada es va dur a terme amb molta destresa i, tot i que es van deixar enrere part de l'artilleria pesant, l'exèrcit danès va arribar gairebé indemne a la nova posició. Els historiadors han defensat que si l'exèrcit no s'hagués retirat, la posició de Danevirke hauria estat superada i, fins i tot, la comissió designada pel gabinet ministerial per investigar i documentar els motius per abandonar Danevirke absolgué de Meza en el seu informe del 10 de març de 1864 i, en canvi, acusà el ministeri de guerra de manca de preparació i negligència.